# James Parrott
James Gibbons Parrott (Baltimore, 2 de agosto de 1897 – Los Angeles, 10 de maio de 1939) foi um ator e diretor de cinema norte-americano; e o irmão mais novo do comediante Charley Chase.